# Mala Ljubascha
Mala Ljubascha (ukrainisch Мала Любаша; russisch Малая Любаша Malaja Ljubascha, polnisch Lubaszka Mała oder älter Lubasza Mała) ist ein Dorf in der Westukraine etwa 7 Kilometer südöstlich der Rajonshauptstadt Kostopil und 31 Kilometer nordöstlich der Oblasthauptstadt Riwne am Flüsschen Samtschysko (Замчисько) gelegen.

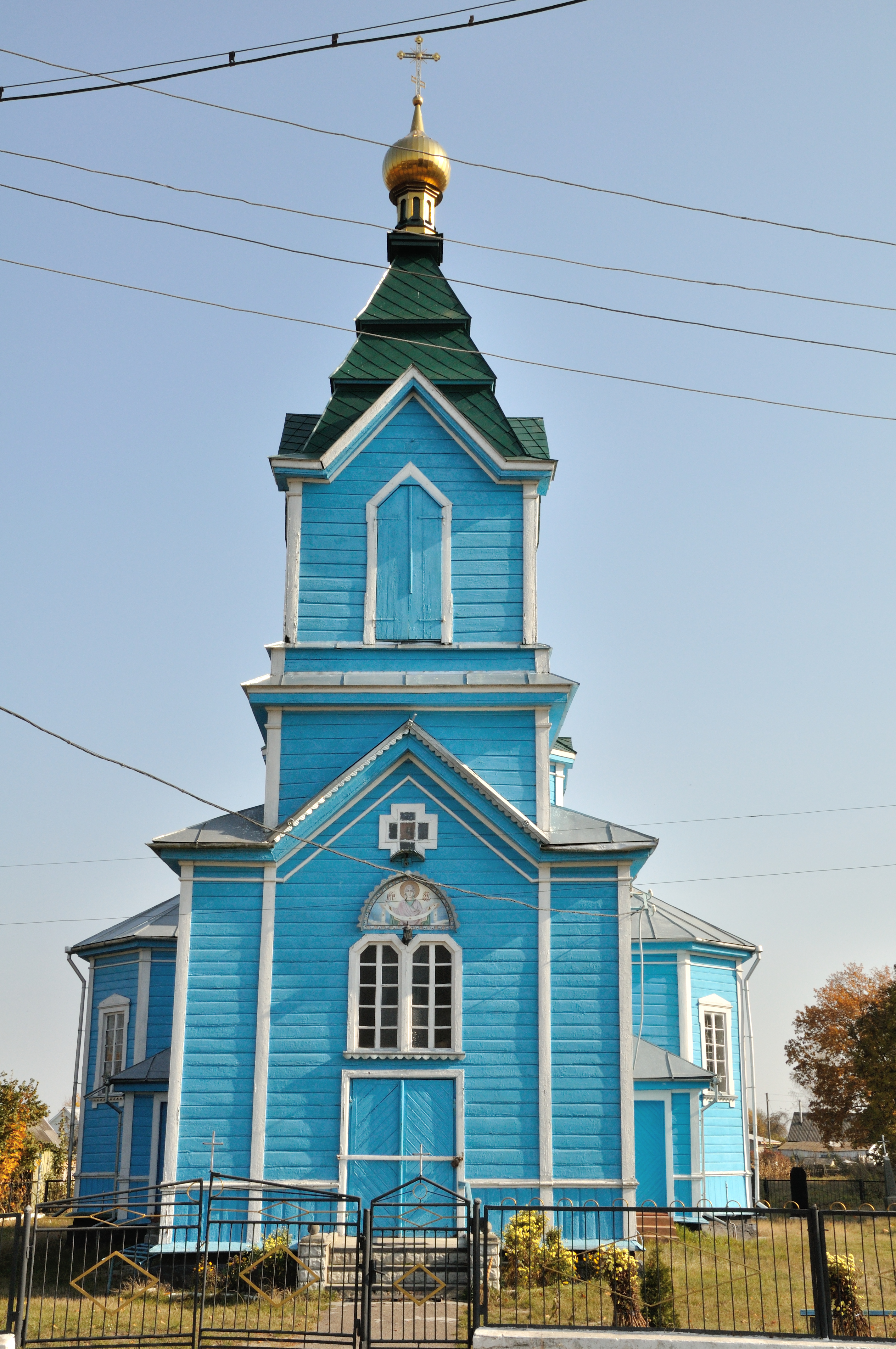
Kirche im Ort

## Geschichte
Der Ort wird 1629 zum ersten Mal schriftlich erwähnt und gehörte dann bis 1793 in der Woiwodschaft Wolhynien zur Adelsrepublik Polen-Litauen. Mit den Teilungen Polens fiel der Ort an das spätere Russische Reich und lag bis zum Ende des Ersten Weltkriegs im Gouvernement Wolhynien.
Nach dem Ersten Weltkrieg kam der Ort zu Polen (in die Woiwodschaft Wolhynien, Powiat Kostopol, Gmina Kostopol), im Zweiten Weltkrieg wurde er zwischen 1939 und 1941 von der Sowjetunion besetzt. Nach dem Überfall auf die Sowjetunion im Juni 1941 wurde er dann bis 1944 von Deutschland besetzt, dies gliederte den Ort in das Reichskommissariat Ukraine in den Generalbezirk Brest-Litowsk/Wolhynien-Podolien, Kreisgebiet Kostopol.
Nach dem Krieg wurde der Ort der Sowjetunion zugeschlagen. Dort kam das Dorf zur Ukrainischen SSR und seit 1991 ist sie ein Teil der heutigen Ukraine.

## Verwaltungsgliederung
Am 11. August 2017 wurde das Dorf zum Zentrum der neugegründeten Landgemeinde Mala Ljubascha (Малолюбашанська сільська громада Maloljubaschanska silska hromada). Zu dieser zählen noch die 10 in der untenstehenden Tabelle aufgelisteten Dörfer, bis dahin bildete es zusammen mit den Dörfern Borschtschiwka und Lissopil die Landratsgemeinde Mala Ljubascha (Малолюбашанська сільська рада/Maloljubaschanska silska rada) im Südwesten des Rajons Kostopil.
Am 17. Juli 2020 wurde der Ort ein Teil des Rajons Riwne.
Folgende Orte sind neben dem Hauptort Mala Ljubascha Teil der Gemeinde:
| Name                     | Name              | Name                               | Name             | Name |
| ukrainisch transkribiert | ukrainisch        | russisch                           | polnisch         |      |
| ------------------------ | ----------------- | ---------------------------------- | ---------------- | ---- |
| Borschtschiwka           | Борщівка          | Борщовка (Borschtschowka)          | Borszczówka      |      |
| Dantschymist             | Данчиміст         | Данчимост (Dantschimost)           | Danczymost       |      |
| Hlaschewa                | Глажева           | Глажева (Glaschewa)                | Hłażowa          |      |
| Kamjana Hora             | Кам'яна Гора      | Каменная Гора (Kamennaja Gora)     | Kamienna Góra    |      |
| Lissopil                 | Лісопіль          | Лесополь (Lessopol)                | Lasopol          |      |
| Maschtscha               | Маща              | Маща                               | Maszcza          |      |
| Mokwyn                   | Моквин            | Моквин (Mokwin)                    | Mokwin           |      |
| Myrne                    | Мирне             | Мирное (Mirnoje)                   | Pieczałówka      |      |
| Nowyj Berestowez         | Новий Берестовець | Новый Берестовец (Nowy Berestowez) | Berestowiec Nowy |      |
| Tyche                    | Тихе              | Тихое (Tichoje)                    | Hipolitówka      |      |